# Eurytenes vockerothi
Eurytenes vockerothi är en stekelart som först beskrevs av Fischer 1964.  Eurytenes vockerothi ingår i släktet Eurytenes och familjen bracksteklar. Inga underarter finns listade i Catalogue of Life.